# Salamitaktik
Salamitaktik, også kendt som salamimetoden og de små skridts politik, er en del og hersk-taktik, hvor man via små skridt i form af flere på hinanden følgende handlinger (som skiver af en salami) søger at nå endemålet. Taktikken går ud på, at man efter en heldig gennemførelse af den første handling øger sine forventninger og krav til modparten i den efterfølgende. Udgangspunktet kan således være beskedent, men såfremt taktikken lykkes, vil modparten gradvist nærmest blive svækket uden at opdage det, og den udførende part vil til sidst få sit mål opfyldt. 
Udtrykket blev skabt sidst i 1940'erne af stalinisten Mátyás Rákosi i Ungarn, der anvendte det som en beskrivelse af kommunistpartiets taktik mod oppositionen i landet. Samme taktik anvendtes af andre kommunistiske stater under den kolde krig. Taktikken er dog ikke forbeholdt kommunismen. Også Adolf Hitler anvendte den så tidligt som 1933, da det lykkedes ham at kriminialisere KPD og SPD. I dag anvendes salamitaktikken bl.a ved større byggeprojekter. Hvis der i et område er for stor modstand mod et motorvejsprojekt, kan man gennemføre et mindre projekt. Når trafikken på strækningen øges, kan man let argumentere for at udvide vejen. 